# Gewimpertes Kreuzlabkraut
Das Gewimperte Kreuzlabkraut (Cruciata laevipes), auch Gewöhnliches Kreuzlabkraut und Wiesen-Kreuzlabkraut genannt, ist eine Pflanzenart aus der Familie der Rötegewächse (Rubiaceae).

## Beschreibung

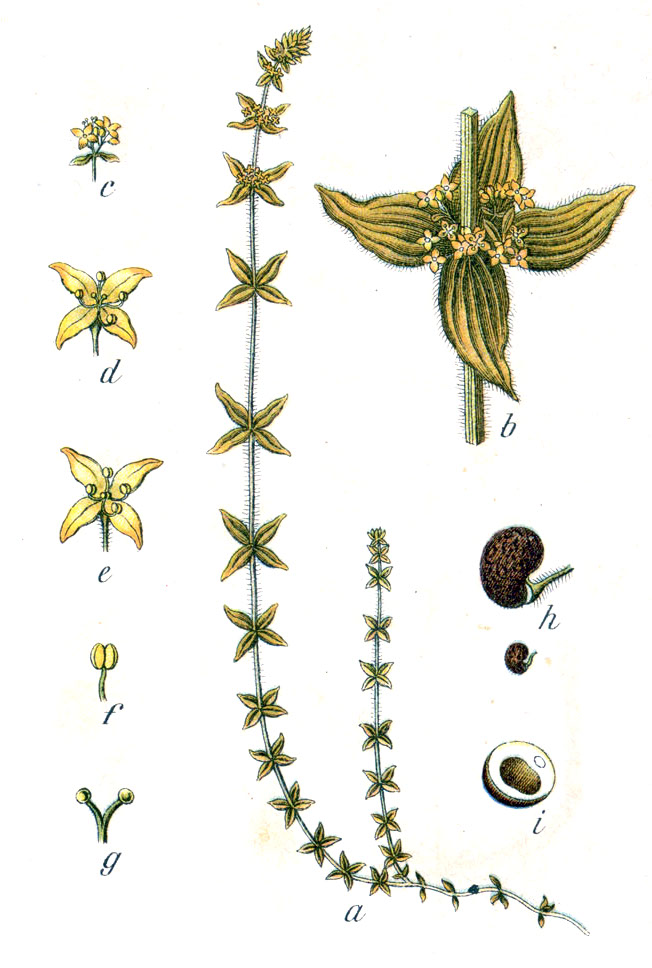
Illustration aus Sturm

### Vegetative Merkmale

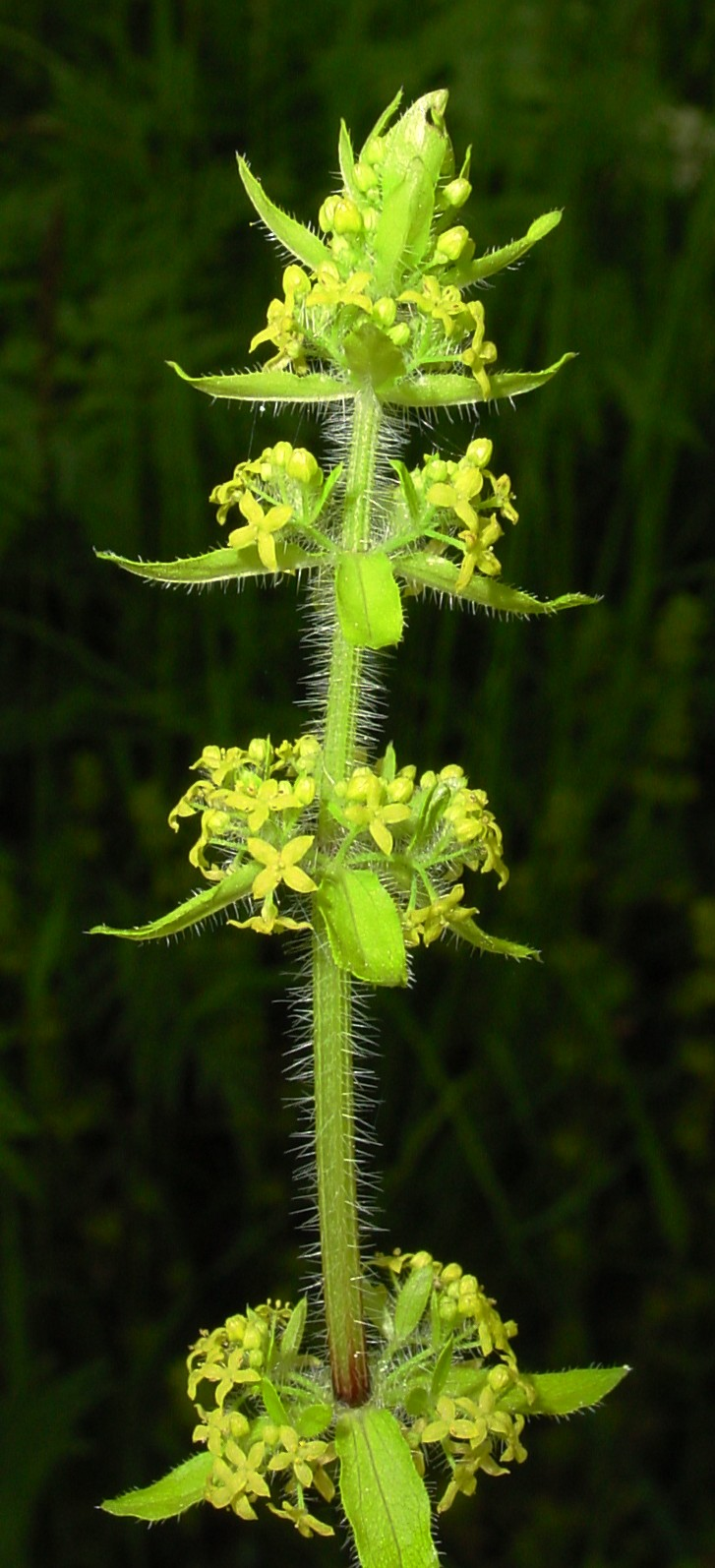
Blütenstand

Das Gewimperte Kreuzlabkraut ist eine sommergrüne, ausdauernde, krautige Pflanze, die Wuchshöhen von etwa 15 bis 30, selten bis zu 50 Zentimetern erreicht. Der vierkantige Stängel weist eine abstehende, steife Behaarung auf. Die jeweils zu viert in einem Quirl sitzenden Blätter sind oval bis elliptisch und dreinervig. An der Spitze der Sprossachse liegen die Blattquirle enger zusammen, sonst herrschen größere unbeblätterte Stängelabschnitte zwischen den Wirteln vor.

### Generative Merkmale
Die kleinen Blüten befinden sich zu drei bis neun Stück in blattachselständigen Quirlen jeweils oberhalb an den Blattwirteln. Im Gegensatz zu der zweiten heimischen Kreuzlabkraut-Art werden zur Blütezeit im April bis Juni auch Hochblätter an den Blütenständen ausgebildet. Diese Pflanzenart fällt dem Betrachter vor allem dadurch ins Auge, dass nicht nur die Blüten, sondern auch die Blätter einen gelblichen bis gelbgrünen Farbton zeigen. Die Blütenstiele sind behaart.
Die Chromosomenzahl beträgt 2n = 22.

## Ökologie
Als mesomorphger Hemikryptophyt weist das Gewimperte Kreuzlabkraut Überwinterungsknospen nahe der Erdoberfläche auf und seine oberirdischen Sprossteile sterben im Herbst ab.
Zwittrige und rein männliche Blüten stehen auf demselben Pflanzenexemplar, sie ist also andromonözisch. Blütenökologisch handelt es sich um eine Bienenblume. Die Blüten duften nach Honig. Die Blütezeit erstreckt sich von April bis Juni.
Die kahle und glatte Frucht erfährt wohl eine Schwimm- und Rollausbreitung.

## Vorkommen
Das Verbreitungsgebiet reicht von Europa bis zum Iran und dem westlichen Himalaja. Das Gesamtareal der Art wird als submediterran-eurasiatisch charakterisiert. In den Allgäuer Alpen steigt sie im Tiroler Teil am Südhang des Heubergs bei Häselgehr bis zu einer Höhenlage von 1700 Metern auf.
Im mittleren und südlichen Deutschland ist das Gewimperte Kreuzlabkraut recht verbreitet, in Norddeutschland dagegen seltener. Hier konzentriert sich Cruciata laevipes auf die Flusstäler von Elbe, Oder und Weser; sonst kann sie über weite Strecken fehlen. Im nordwestdeutschen Tiefland wird das Gewimperte Kreuzlabkraut als regional gefährdet eingestuft.
Das Gewimperte Kreuzlabkraut wächst in frischen, mäßig nährstoffreichen Gras- und Staudensäumen (beispielsweise an Grabenrändern), an Gebüschen und in lichten Laubwäldern. Es gilt als anspruchsvoll in seinen Standortansprüchen. Es ist in Mitteleuropa eine Charakterart des Urtico-Cruciatetum aus dem Aegopodion-Verband, kommt aber auch in Prunetalia- oder Fagetalia-Gesellschaften vor.

## Systematik
Die Erstveröffentlichung von Cruciata laevipes erfolgte durch Philipp Maximilian Opiz. Die Gattung Cruciata umfasst zehn Arten; davon kommen drei in Mitteleuropa vor: Cruciata laevipes, Cruciata glabra und Cruciata pedemontana. Die nächst verwandte Gattung sind die Labkräuter (Galium).